# Gejza I. Uherský
Gejza I. Uherský, maďarsky Géza (1045, Polsko – 25. dubna 1077), byl uherský král v letech 1074-1077.

## Život
Narodil se roku 1045 v Polsku jako syn uherského krále Bély I. Po Bélově smrti vtrhnul do Uherska německý král Jindřich IV., který Gejzu a jeho bratry Ladislava I. a Lamperta vyhnal do Polska, kde princové požádali o pomoc polské kníže Boleslava II.
Když Jindřich Uhersko opustil, Boleslav tam vpadl s celým svým vojskem. Porazil mladého Šalamouna I. (kterého na uherský trůn dosadil Jindřich IV.) a oblast Nitranského knížectví dal do správy právě Gejzovi.
20. června 1064 byl mezi Šalamounem I. a Gejzou uzavřen Győrský mír.

## Pozdní část života a smrt
Roku 1073 se obě strany domluvily na míru, jenže Šalamoun jej porušil a vytáhl na Gejzu, který pobýval v Biharsku. Gejzova armáda byla poražena v bitvě u Kemeje, ale Gejzovi se podařilo uprchnout nazpět do Nitry kde už na něj čekal jeho bratr Ladislav I. s celou armádou, kterou mu propůjčili polští a čeští příbuzní. 14. března 1074 byl Šalamoun poražen v bitvě u Mogyródu. Po tomto vítězství byl Gejza korunován ve Stoličném Bělehradě. Zemřel roku 1077, zanechal po sobě spoustu dětí, známi nám jsou však jen dva synové, Koloman a Almoš.